# ویجی شخار شارما
ویجی شخار شارما (انگلیسی: Vijay Shekhar Sharma؛ زادهٔ ۸ ژوئیهٔ ۱۹۷۸) کارآفرین اهل هند است، که در سال ۲۰۱۰ شرکت پی‌تی‌ام را تأسیس کرد.